# Ивица Драгутиновић
Ивица Драгутиновић (Пријепоље, 13. новембар 1975) је бивши српски фудбалер и репрезентативац, који је играо на позицији штопера и левог бека.

## Каријера
Афирмисао се у дресу чачанског Борца (1993–1996), а као интернационалац наступао је у Белгији за Гент (1996–2000) и Стандард из Лијежа (2000–2005). Од 2005. до краја каријере 2011. играо је у шпанској Севиљи.
У репрезентацији је дебитовао 13. децембра 2000. против Грчке (1:1) у Ксантију. Одиграо је 49 утакмица за најбољи државни тим.
У квалификацијама за Светско првенство 2006. био је стандардни члан одбране репрезентације Србије и Црне Горе (Гавранчић, Видић, Крстајић, Драгутиновић) која је у квалификацијама примила само један погодак.

## Трофеји

### Севиља
- Куп УЕФА (2): 2005/06, 2006/07.
- Куп Шпаније (2): 2006/07, 2009/10.
- Суперкуп Шпаније (1): 2007.